# Fireflight
Fireflight — американская рок-группа, сформировавшаяся в 1999 году в маленьком городке Эистис, штат Флорида. Записала 6 студийных альбомов, последний из которых Innova вышел в 2015 году.

## История
Джастин и Гленн загорелись желанием сформировать группу, будучи ещё школьниками. На выпускном вечере младшего брата Гленна они впервые познакомились с будущей вокалисткой группы Доун Мишель, которая выступала на выпускном. Парни попросили её присоединиться к группе, и она согласилась. Также группа искала барабанщика. Через друзей они нашли Фи Шорба, согласившегося играть на ударных.
Для их первого выступления группа не имела даже названия, после раздумий Доун предложила название «Fireflight», потому что это звучало круто. В интервью, выложенном на сайте, посвященному христианской музыке, группа сказала, что у их названия нет определённого значения.
Первым релизом группы стал независимый альбом Glam-Rok, выпущенный в 2002 году. Он состоял из 5 треков и являлся  мини-альбомом. В 2004 году состоялся релиз On the Subject of Moving Forward на лейбле Flicker Records. В 2006 году на нём вышел первый студийный альбом группы — The Healing of Harms. Альбом стал хитом, дебютировав на 37 месте чарта Top Christian Albums. Следом вышли 2 сингла с альбома — «You Decide» and «Waiting», ставшие #1 на Christian Rock Radio.
В марте 2008 года вышел второй студийный альбом группы — «Unbreakable». Одноимённый сингл добрался до первого места в Christian Rock Chart через 7 недель после релиза.
9 февраля 2010 года вышел альбом «For Those Who Wait», который добрался до #5 в Billboard Hot Christian Albums. В один день с релизом альбома вышел первый сингл «Desperate» и клип на него.

## Состав
- Dawn Michele — вокал
- Justin Cox — электрогитара, бэк-вокал
- Wendy Drennen — бас-гитара, бэк-вокал
- Glenn Drennen — электрогитара
- Phee Shorb — ударные

## Дискография

### Студийные альбомы
| Год  | Название             | Лейбл           | Позиция   | Позиция  | Позиция |
| Год  | Название             | Лейбл           | US Christ | US Indep | US Heat |
| ---- | -------------------- | --------------- | --------- | -------- | ------- |
| 2002 | Glam-rok EP          | -               | -         | -        | -       |
| 2006 | The Healing of Harms | Flicker Records | 37        | 48       | -       |
| 2008 | Unbreakable          | Flicker Records | 15        | -        | 10      |
| 2010 | For Those Who Wait   | Flicker Records | 5         | -        | -       |
| 2012 | Now                  | Flicker Records | -         | -        | -       |
| 2015 | Innova               | Flicker Records | -         | -        | -       |

### Синглы
| Год  | Название                | Позиция    | Позиция      | Позиция | Альбом               |
| Год  | Название                | US Christ. | Christ Radio | US CHR  | Альбом               |
| ---- | ----------------------- | ---------- | ------------ | ------- | -------------------- |
| 2006 | «You Decide»            | -          | 1            | 1       | The Healing of Harms |
| 2006 | «Waiting»               | 27         | 11           | 1       | The Healing of Harms |
| 2007 | «It’s You»              |            |              |         | The Healing of Harms |
| 2007 | «Star of the Slow»      |            |              |         | The Healing of Harms |
| 2008 | «Unbreakable»           | 20         | 1            | 14      | Unbreakable          |
| 2008 | «Brand New Day»         |            |              |         | Unbreakable          |
| 2008 | «The Hunger»            |            |              |         | Unbreakable          |
| 2008 | «You Gave Me a Promise» |            |              |         | Unbreakable          |
| 2009 | «Stand Up»              |            |              |         | Unbreakable          |
| 2009 | «Desperate»             |            |              | 3       | For Those Who Wait   |
| 2010 | «For Those Who Wait»    |            |              |         | For Those Who Wait   |
| 2010 | «All I Need To Be»      |            |              |         | For Those Who Wait   |

«-» — сингл отсутствовал в чарте, пустое окно — нет данных о сингле